# Frozen Ground
Frozen Ground (deutsch Gefrorener Boden, Originaltitel: The Frozen Ground) ist ein US-amerikanischer Thriller, der von Scott Walker geschrieben und 2013 inszeniert wurde. Der Film ist Walkers Regiedebüt und thematisiert die Jagd nach dem Serienmörder Robert Hansen, der in Alaska in den 1970er und 1980er Jahren zahlreiche junge Frauen im Alter zwischen 17 und 41 Jahren ermordete. Die Hauptrollen spielen Nicolas Cage, John Cusack und Vanessa Hudgens. Weitere Darsteller sind Katherine LaNasa, Radha Mitchell und der Rapper 50 Cent.
Der Film wurde am 23. August 2013 uraufgeführt.

## Handlung
Die junge Prostituierte Cindy wird gefesselt in einem Motelzimmer in Anchorage gefunden und von der Polizei befreit. Sie berichtet, dass sie von einem Mann namens Robert Hansen entführt und vergewaltigt wurde. Die örtliche Polizei verfolgt die Sache zunächst nicht weiter. Robert Hansen ist ein „ehrbarer“ verheirateter Mann und Freunde haben ihm ein Alibi verschafft. Es gab zwar eine Reihe verschwundener junger Frauen, aber die Polizei tut das damit ab, dass diese einfach nur den Bundesstaat Alaska verlassen haben könnten. Erst als Sgt. Jack Halcombe von den Alaska State Troopers beginnt, die Morde zu untersuchen, machen die Ermittlungen Fortschritte. Halcombe befragt Cindy noch einmal, die ihm von ihrer Gefangenschaft und der Folter beim biederen Hansen erzählt. Halcombe muss sich bei seinen Ermittlungen allerdings auch mit seinem Vorgesetzten auseinandersetzen, der ihm Steine in den Weg legt.
Parallel zu den Ermittlungen sieht man, wie Hansen einen weiteren Mord begeht: Er entführt eine junge Frau, fliegt mit seinem kleinen Flugzeug mit ihr in die abgelegenen Wälder und jagt und erschießt sie dort wie ein Stück Wild. Kurz darauf sucht er den Stripclub auf, in dem Cindy arbeitet. Cindy gerät in Panik und will Alaska verlassen. Halcombe, der verzweifelt versucht, einen Haftbefehl für Hansen zu bekommen, bittet Cindy zu bleiben und ihm zu helfen. Um sie zu schützen, schlägt Halcombe seiner Frau vor, Cindy aufzunehmen, was diese jedoch ablehnt. Verzweifelt verlässt Cindy das Haus der Halcombes. Nachdem sie sich mit Drogen fast getötet hat, kommt sie in ein Krankenhaus. Nachdem es ihr wieder besser geht, flieht sie, unbemerkt von dem State Trooper, der sie schützen sollte.
Hansen setzt mittlerweile einen Kriminellen auf Cindy an, der sie in seine Gewalt bringt. Sie kann von Halcombe und seinem Kollegen befreit werden. Trotz dünner Beweislage bekommt Halcombe nun einen Durchsuchungs- und Haftbefehl. In Hansens Haus finden sich Waffen und eine Landkarte, auf der Hansen „Jagdreviere“ angekreuzt hat – Stellen, an denen Leichen gefunden wurden. Als Hansen im Ermittlungsraum von Halcombe unter Druck gesetzt wird und schließlich Cindy hereinplatzt, schreit Hansen Cindy an, er hätte sie töten sollen, als er die Chance hatte. Der Film endet mit Hinweisen auf das Schicksal Hansens, der 17 Morde sowie die Entführung und Vergewaltigung weiterer 30 Frauen gestand, und zu 461 Jahren und lebenslänglich Gefängnis verurteilt wurde, ohne Aussicht auf Bewährung. Der Film ist den bekannten und unbekannten Mordopfern Hansens gewidmet.

## Synchronisation
| Rolle          | Darsteller         | Synchronstimme           |
| -------------- | ------------------ | ------------------------ |
| Jack Halcombe  | Nicolas Cage       | Martin Keßler            |
| Robert Hansen  | John Cusack        | Andreas Fröhlich         |
| Allie Halcombe | Radha Mitchell     | Claudia Lössl            |
| Bobby Morehead | Katie Wallack      | Shandra Schadt           |
| Carl Galenski  | Brad William Henke | Christian Weygandl       |
| Chelle Ringell | Jodi Lyn O’Keefe   | Claudia Urbschat-Mingues |
| Cindy Paulson  | Vanessa Hudgens    | Marieke Oeffinger        |
| Debbie Peters  | Gia Mantegna       | Gabrielle Pietermann     |

## Kritik
Der Film hat durchwachsene Kritiken erhalten. Auf Rotten Tomatoes hat der Film 61 %, basierend auf 57 Beurteilungen. Die Leistung von Nicolas Cage wird jedoch insgesamt als gut erachtet. Metacritic liefert lediglich 37 % gute Kritiken (basierend auf 16 Beurteilungen). Ein Filmkritiker bei RogerEbert.com lobte die schauspielerische Leistung von Nicolas Cage, John Cusack und Vanessa Hudgens. Diese Leistungen würden den Film tragen.